# Jodi Benson
Jodi Marie Marzorati Benson, född 10 oktober 1961 i Rockford, Illinois, är en amerikansk skådespelare och sångare (sopran).
Benson är mest känd för att ha gestaltat rösten åt Ariel i Den lilla sjöjungfrun och efterföljarna Den lilla sjöjungfrun II – Havets hemlighet och Den lilla sjöjungfrun - Sagan om Ariel. Hon gjorde även rösten åt Barbie i Toy Story 2 och Toy Story 3. Hon utnämndes 2011 till Disney-legend. Hon har även gjort rösten som Tummelisa.

## Filmografi
- Den lilla sjöjungfrun (1989) - Ariel
- Tummelisa (1994) - Tummelisa
- Flubber (1997) - Weebo
- Toy Story 2 (1999) - Barbie
- Den lilla sjöjungfrun II - Havets hemlighet (2000) - Ariel
- Josef: Drömmarnas konung (2000) - Asenath
- Lady och Lufsen II: Ludde på äventyr (2001) - Lady
- Balto - Flykten över det stora vattnet (2002) - Jenna
- De 101 dalmatinerna II - Tuffs äventyr i London (2003) - Anita
- Balto - Förändringens vingar (2004) - Jenna
- Den lilla sjöjungfrun: Sagan om Ariel (2008) - Ariel
- Toy Story 3 (2010) - Barbie
- Röjar-Ralf kraschar internet (2018) - Ariel

## Diskografi (urval)
Album (medverkan)
- 1990 – The Little Mermaid: Original Walt Disney Records Soundtrack
- 1992 – The Little Mermaid: Songs from the Sea
- 1994 – Thumbelina: Original Motion Picture Soundtrack
- 2000 – The Little Mermaid II: Return to the Sea
- 2004 – Disney Princess: The Ultimate Song Collection
- 2005 – Disney Princess Tea Party
- 2006 – Ultimate Disney Princess